# Марк Антоний (началник на конница 333 пр.н.е.)
Вижте пояснителната страница за други личности с името Марк Антоний.
Марк Антоний (на латински: Marcus Antonius) е римски политик и началник на конница.
Нищо не се знае за семейството и произхода на Антоний. През 333 пр.н.е., той е назначен за началник на конницата от диктатора Публий Корнелий Руфин, който е избран на този пост за да води война срещу самнитите. Тези избори за диктатор и началник на конницата обаче са оспорени заради нарушение на религиозни процедури, след което и диктатора и Антоний са принудени да подадат оставка същата година.